# Alan Haydock
Alan John Steve Haydock (Ukkel, 13 januari 1976) is een Belgisch voetbalcoach en voormalig voetballer. Sinds oktober 2019 is hij trainer bij KVK Ninove. Hij speelde in de Eerste klasse voor RWDM, La Louvière, FC Brussels en AFC Tubize. In 2010 verruilde hij toenmalig Tweedeklasser Tubize voor SK Halle, op dat moment actief in de Eerste provinciale.

## Loopbaan
- 1984-1995: Diegem Sport
- 1995-2000: RWDM
- 2000-2003: La Louvière
- 2003-2008: FC Brussels
- 2008-2010: AFC Tubize
- 2010-2013: SK Halle

## Trainersloopbaan
- 2013-2017: SK Halle
- 2017-2019: Hoger Op Wolvertem Merchtem
- 2019-heden: KVK Ninove

In november 2013 stopte Haydock met voetballen en werd hij per direct trainer van SK Halle, waar hij overnam van het duo Theo Buelinckx-André Laus. Haydock slaagde er niet in om Halle in Vierde klasse te houden. In het seizoen 2014/15 leidde hij de club via de eindronde echter meteen weer naar de Bevordering. Daar parkeerde hij Halle op een zevende plaats, waardoor de club zich plaatste voor de eindronde. Halle verloor in de halve finale na verlengingen van SC Toekomst Menen, maar aangezien er vier vrije plaatsen waren voor Tweede klasse amateurs promoveerde Halle toch. In Tweede klasse amateurs eindigde op een degradatieplaats, maar aangezien FC Pepingen promoveerde vanuit Derde klasse amateurs bleef de nieuwe fusieclub SK Pepingen-Halle in Tweede klasse amateurs voetballen. Aanvankelijk zou Haydock de eerste trainer geworden zijn van de fusieclub, maar uiteindelijk koos men voor Geert Criquielion van Pepingen.
In november 2017 werd Haydock aangesteld als nieuwe trainer van Hoger Op Wolvertem Merchtem, dat op dat moment voorlaatste stond in Derde klasse amateurs met 5 op 33. Haydock wist de ploeg uiteindelijk te behoeden voor de degradatie. In zijn eerste volledige seizoen met de club eindigde hij elfde, weliswaar met vier punten minder dan in het seizoen daarvoor. Haydock begon ook nog aan het seizoen 2019/20 als trainer van Hoger Op Wolvertem Merchtem, maar in oktober 2019 stapte hij over naar KVK Ninove.
Toen de amateurcompetities in maart 2020 werden stopgezet vanwege de coronapandemie, stond Ninove tweede in Derde klasse amateurs VV A, waardoor het naar Tweede klasse amateurs promoveerde. In het seizoen 2020/21 startte Ninove met 12 op 12 aan de competitie, maar die werd na vier speeldagen vroegtijdig stopgezet. In zijn eerste volledige seizoen als trainer van Ninove, het seizoen 2021/22, parkeerde Haydock de Ninovieters op een tweede plaats in de Tweede afdeling VV A. Doordat kampioen KFC Sparta Petegem geen licentie aanvroeg, was het evenwel Ninove dat naar Eerste nationale promoveerde.

## Palmares
Als speler :
| Nationaal        |    |         |
| Beker van België | 1x | 2002/03 |

Als trainer:
| Nationaal                            |    |         |
| Promotie naar Vierde klasse          | 1x | 2014/15 |
| Promotie naar Tweede klasse amateurs | 1x | 2015/16 |
| Promotie naar Tweede klasse amateurs | 1x | 2019/20 |
| Promotie naar Eerste nationale       | 1x | 2021/22 |